# Hoplocryptus tamahonis
Hoplocryptus tamahonis là một loài tò vò trong họ Ichneumonidae.